# 아이크래프트
아이크래프트(iCraft)는 대한민국의 네트워크 및 위조방지 솔루션 기업이다. 본사는 서울특별시 강남구 역삼2동 테헤란로44길 8 아이콘역삼빌딩 8층에 위치해 있다. 인터넷 네트워크 구축 및 시스템 구축을 전문으로
위조방지 및 추적 솔루션(‘브랜드세이퍼’), 사물인터넷 플랫폼 등을 개발하여 공급하고 있다 외국인지분율은 1.42%이다.
브랜드세이퍼는 전용리더기나 스마트폰 앱을 활용하여 정품 여부를 확인해주는 보안 태그 및 솔루션 사업이다. 브랜드세이퍼의 영업이익 기여도는 계속 높아지고 있다.

## 참고 문헌
1. ↑  정용달, 아이크래프트· KFA, 블록체인 광고 플랫폼 '돈방석' 사업 확장 '맞손', 데이터넷, 2022.09.07
2. ↑  한국IR협의회 기술분석보고서-아이크래프트, 2020.02.18.
3. ↑  아이크래프트 1분기 호실적 발표에 강세, 에너지경제, 2024.05.16
4. ↑  유가영, 한국IR협의회 기술분석보고서-아이크래프트, 2021.02.18
5. ↑  이정기, 하나금융투자 기업분석 아이크래프트, 2015년 11월 19일
6. ↑  이베스트투자증권 기업 탐방노트 Mid-Samll Cap 아이크래프트 2018년 11월 30일
7. ↑  최주홍, 이베스트투자증권 탐방Call-아이크래프트, 2016.05.09